# Arakil
Arakil település Spanyolországban, Navarra autonóm közösségben. Arakil Larraun, Uharte-Arakil, Imotz, Irurtzun, Irañeta, Iza és OlloValle de Ollo-Ollaran községekkel határos. Lakosainak száma 999 fő (2024).

## Népesség
A település népessége az elmúlt években az alábbi módon változott:
| Lakosok száma | 887  | 867  | 907  | 952  | 952  | 941  | 947  | 933  | 967  | 999  |
|               | 2001 | 2004 | 2007 | 2009 | 2012 | 2014 | 2017 | 2019 | 2022 | 2024 |